# Kabinett Shinzō Abe IV
Das vierte Kabinett Abe (japanisch 第4次安倍内閣 daiyoji Abe naikaku) regierte Japan unter Führung von Premierminister Shinzō Abe vom 1. November 2017 bis zu einer Kabinettsumbildung am 2. Oktober 2018. Zuvor hatte die Abgeordnetenhauswahl am 22. Oktober 2017 die Regierungsmehrheit der Koalition aus Liberaldemokratischer Partei (kurz LDP) und Kōmeitō nahezu unverändert bestätigt. Am 1. November wurde Abe von beiden Häusern der Nationalversammlung zum 98. Premierminister Japans gewählt und wie auch die übrigen Minister am gleichen Tag von Kaiser Akihito ernannt. Das Kabinett war personell mit dem im August des Jahres neu formierten Vorgängerkabinett identisch, welches lediglich knapp 3 Monate regierte und an keiner Parlamentsdebatte teilnahm, jedoch wies es eine Änderung in der Ressortverteilung (Geschlechtergleichstellung) auf. In den ebenfalls im August neu besetzten höchsten Parteiämtern der LDP gab es keine Veränderung.
Alle Minister waren Abgeordnete in der Nationalversammlung: Einschließlich des Premierministers kamen 16 aus dem Abgeordnetenhaus und vier aus dem Senat. Dem Kabinett gehörten zwei Frauen an.
Nach den Kabinetten Itō IV (1900–1901) unter Itō Hirobumi und Yoshida IV (1952–1953) unter Yoshida Shigeru kam es mit der Bildung dieser Regierung zum dritten Mal in der Geschichte Japans vor, dass ein „viertes Kabinett“ entsteht.

## Minister
| Ministerressort | Weitere Aufgaben | Minister                             | Bild              | Parlamentsmandat (Kammer, Wahlkreis, Fraktion) | Faktion  |
| --- | --- | ------------------------------------ | ----------------- | ---------------------------------------------- | -------- |
| Premier | – | Shinzō Abe                           | Shinzō Abe        | Abg., Yamaguchi 4, LDP                         | (Hosoda) |
| Finanzen Besondere Aufgaben (Finanzsektor)                                                                                            | „Überwindung der Deflation“ (defure dakkyaku) 1. Vertreter des Premierministers (Vizepremier) | Tarō Asō                             | Tarō Asō          | Abg., Fukuoka 8, LDP                           | Asō      |
| Allgemeine Angelegenheiten Besondere Aufgaben (Geschlechtergleichstellung; My-Number-System)                                          | „Aktivierung von Frauen“ (josei katsuyaku) [siehe Abenomics bzw. „Womenomics“] 4. Vertreterin des Premierministers | Seiko Noda                           | Seiko Noda        | Abg., Gifu 1, LDP                              | –        |
| Justiz | – | Yōko Kamikawa                        | Yōko Kamikawa     | Abg., Shizuoka 1, LDP                          | Kishida  |
| Auswärtige Angelegenheiten | – | Tarō Kōno                            | Tarō Kōno         | Abg., Kanagawa 15, LDP                         | Asō      |
| Kultus und Wissenschaft | „Bildungserneuerung“ (kyōiku saisei) 5. Vertreter des Premierministers | Yoshimasa Hayashi                    | Yoshimasa Hayashi | Sen. (Klasse von 2013), Yamaguchi, LDP         | Kishida  |
| Soziales und Arbeit | „Reform der Arbeitsweise“ (hatarakikata kaikaku) [Regierungsinitiative zur Beschränkung extrem langer Arbeitszeiten] das Entführungsproblem (rachi mondai) [siehe Entführungen japanischer Staatsbürger durch die DVRK]     | Katsunobu Katō                       |                   | Abg., Okayama 5, LDP                           | Nukaga   |
| Land-, Forst- und Fischereiwirtschaft                                                                                                 | – | Ken Saitō                            | Ken Saitō         | Abg., Chiba 7, LDP                             | Ishiba   |
| Wirtschaft und Industrie Besondere Aufgaben (Organisation für Atomkraftentschädigungen & Reaktorstillegung)                           | „Wettbewerbsfähigkeit der Industrie“ (sangyō kyōsōryoku) „Wirtschaftliche Zusammenarbeit mit Russland“ (Roshia keizai bun’ya kyōryoku) „wirtschaftliche Schäden durch Atomkraft“ (genshiryoku keizai higai)                 | Hiroshige Sekō                       | Hiroshige Sekō    | Sen. (Klasse von 2013), Wakayama, LDP          | Hosoda   |
| Land und Verkehr | „Maßnahmen zum Wasserkreislauf“ (mizujunkan seisaku) | Keiichi Ishii                        | Keiichi Ishii     | Abg., Verhältnisw. Nord-Kantō, Kōmeitō         | –        |
| Umwelt Besondere Aufgaben (Atomkraftkatastrophenschutz)                                                                               | – | Masaharu Nakagawa                    | Masaharu Nakagawa | Sen. (Klasse von 2016), Tokio, LDP             | Hosoda   |
| Verteidigung | – | Itsunori Onodera                     | Itsunori Onodera  | Abg., Miyagi 6                                 | Kishida  |
| Kabinettssekretariat | „Verringerung der Last der Stützpunkte in Okinawa“ (Okinawa kichi futan keigen) 2. Vertreter des Premierministers | Yoshihide Suga                       | Yoshihide Suga    | Abg., Kanagawa 2, LDP                          | –        |
| Wiederaufbau | „umfassende Erholung vom Atomkraftunfall von Fukushima“ (Fukushima gempatsu jiko saisei sōkatsu) | Masayoshi Yoshino                    | Masayoshi Yoshino | Abg., Fukushima 5, LDP                         | Hosoda   |
| Nationale Kommission für Öffentliche Sicherheit Besondere Aufgaben (Katastrophenschutz)                                               | „Stärkung der Zähigkeit des Landes“ (kokudo kyōjinka) [Regierungsprogramm zur Katastrophenschutzinfrastruktur] | Hachirō Okonogi                      | Hachirō Okonogi   | Abg., Kanagawa 3, LDP                          | –        |
| Besondere Aufgaben (Okinawa & Nordgebiete; Verbraucher & Lebensmittelsicherheit; Maritime Angelegenheiten)                            | „Territorialkonflikte“ (ryōdo mondai) | Tetsuma Esaki (bis 27. Februar 2018) | Tetsuma Esaki     | Abg., Aichi 10, LDP                            | Nikai    |
| Besondere Aufgaben (Okinawa & Nordgebiete; Verbraucher & Lebensmittelsicherheit; Maritime Angelegenheiten)                            | „Territorialkonflikte“ (ryōdo mondai) | Teru Fukui (seit 27. Februar 2018)   | Teru Fukui        | Abg., Verhältnisw. Shikoku, LDP                | Nikai    |
| Besondere Aufgaben (Geburtenrückgang; Cool-Japan-Strategie; Förderung des geistigen Eigentums; Wissenschaft & Technologie; Raumfahrt) | IT-Politik (jōhō tsūshin gijutsu （ai-tī） seisaku) „Aktivierung aller 100 Millionen“ (ichi-oku-sō-katsuyaku) [Regierungsprogramm zur ökonomischen und gesellschaftlichen Stabilität im demographischen Wandel]             | Masaji Matsuyama                     | Masaji Matsuyama  | Sen. (Klasse von 2013), Fukuoka, LDP           | Kishida  |
| Besondere Aufgaben (Wirtschafts- & Fiskalpolitik)                                                                                     | „Wirtschaftserneuerung“ (keizai saisei) „Entwicklung des Personalwesens“ (hitozukuri kakumei) „integrierte Reform von Sozialsicherungssystem & Steuern“ (shakai hoshō・zei ittai kaikaku) 3. Vertreter des Premierministers | Toshimitsu Motegi                    | Toshimitsu Motegi | Abg., Tochigi 5, LDP                           | Nukaga   |
| Besondere Aufgaben (Regionalbelebung; Deregulierung)                                                                                  | „von Stadt, Mensch, Arbeit“ (machi, hito, shigoto sōsei) „Verwaltungsreform“ gyōsei kaikaku „nationaler öffentlicher Dienst“ (kokka kōmuin seido)                                                                           | Hiroshi Kajiyama                     | Hiroshi Kajiyama  | Abg., Ibaraki 4, LDP                           | –        |
| Staatsminister (ohne Geschäftsbereich)                                                                                                | Olympische & Paralympische Spiele Tokio (Tōkyō orimpikku kyōgi taikai・Tōkyō pararimpikku kyōgi taikai) | Shun'ichi Suzuki                     | Shun'ichi Suzuki  | Abg., Iwate 2, LDP                             | Asō      |

## Rücktritt
- Staatsminister Esaki trat am 27. Februar 2018 nach einer transitorischen ischämischen Attacke, ausgelöst durch einen leichten Schlaganfall, zurück.[1]